# Lázaro Valle
Lázaro Valle, född den 18 december 1962, är en kubansk före detta basebollspelare (pitcher) som tog silver för Kuba vid olympiska sommarspelen 2000 i Sydney. 2000 var första gången Kuba inte tog guld i baseboll vid olympiska sommarspelen.